# 加拉江卡湖

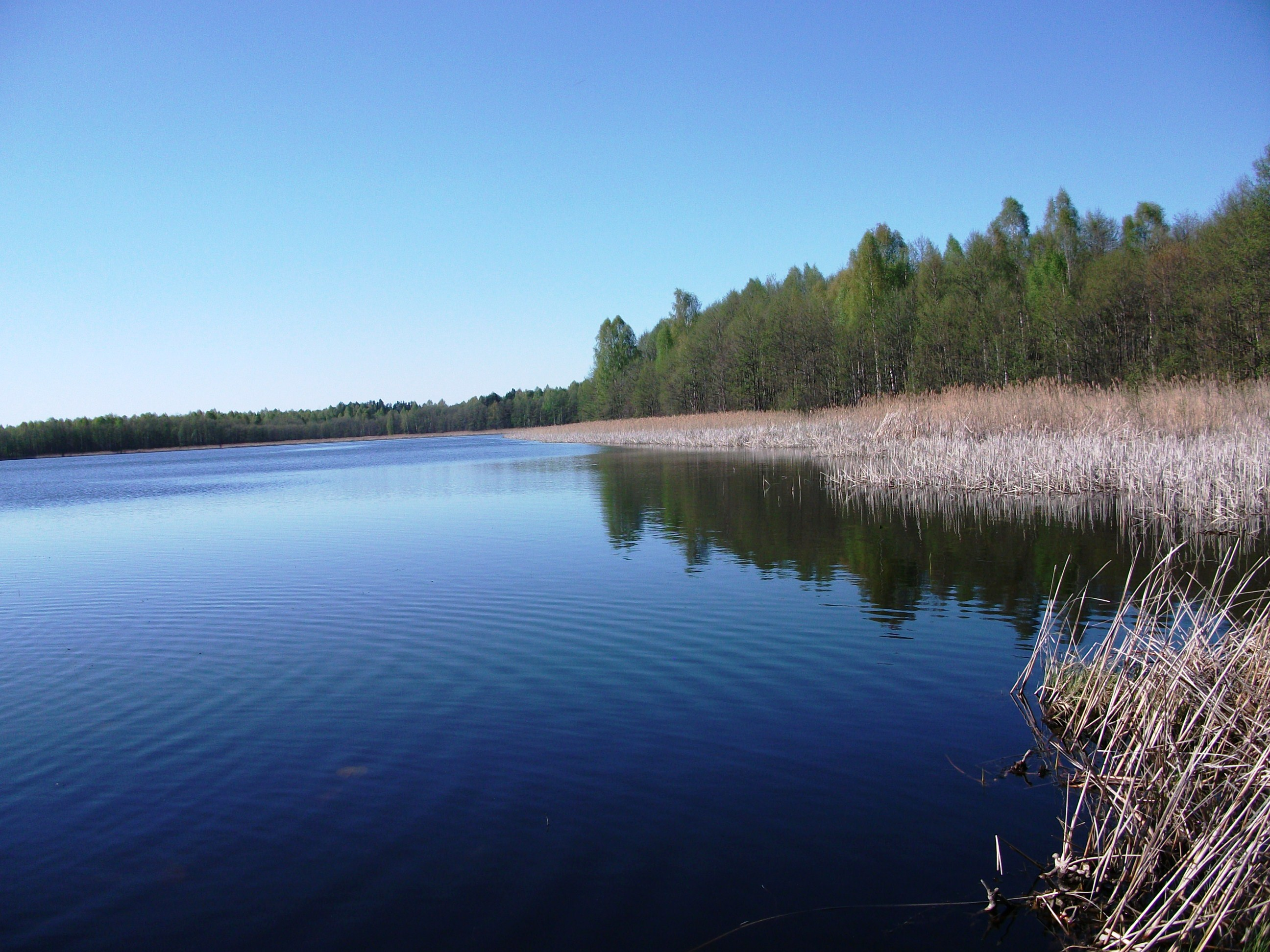
加拉江卡湖

加拉江卡湖（白俄羅斯語：Галадзянка）是白俄羅斯的湖泊，位於奧斯特羅韋茨東北34公里，由格羅德諾州負責管轄，長0.9公里、寬0.49公里，面積0.33平方公里，集水區面積1.7平方公里，湖岸線長度2.59公里，最大水深6.1米。